# Graphidipus gorrion
Graphidipus gorrion là một loài bướm đêm trong họ Geometridae.